# Transport w Wałbrzychu
Transport w Wałbrzychu odbywa się po sieci dróg kołowych oraz państwowych linii kolejowych. 
Wałbrzych posiada wyłącznie transport lądowy. Najbliższe lotnisko to Port lotniczy Wrocław-Strachowice. 
Sieć drogowa Wałbrzycha wynosi około 210 kilometrów. Wałbrzych to węzeł drogowy łączący drogę krajową (nr 35) i pięć dróg wojewódzkich (nr 367, 375, 376, 379, 381). Przez Wałbrzych wytyczono 13 dróg powiatowych, a pozostałych 330 ulic zakwalifikowano jako drogi gminne.
W skład wałbrzyskiego węzła kolejowego wchodzą: pierwszorzędna linia Wrocław – Zgorzelec (nr 274) drugorzędna linia Kłodzko – Wałbrzych (nr 286). Trasy kolejowe są czynne w ruchu towarowym i pasażerskim. Do miasta docierają pociągi osobowe oraz wszystkie rodzaje pociągów kwalifikowanych. Na głównej linii kolejowej nr 274 znajdują się cztery czynne w ruchu pasażerskim stacje i przystanki.
Drogi zajmują 7% powierzchni miasta. Utrzymaniem dróg publicznych oraz organizacją publicznego transportu zbiorowego na obszarze miasta zajmuje się z upoważnienia prezydenta miasta Zarząd Dróg, Komunikacji i Utrzymania Miasta. 
Po sieci drogowej Wałbrzycha poruszają się autobusy publicznej komunikacji miejskiej oraz prywatne linie mikrobusowe i autobusowe (miejskie, podmiejskie i dalekobieżne).

## Transport drogowy

### Transport indywidualny
W 2015 roku w Wałbrzychu było zarejestrowanych 187 samochodów osobowych na 1000 ludności, co oznacza, że w mieście było zarejestrowanych około 20 000 pojazdów tego typu.

### Infrastruktura drogowa
Wałbrzych to węzeł drogowy łączący następujące drogi krajowe i wojewódzkie:
- droga krajowa nr 35 (Wrocław – Mieroszów – Golińsk (Granica z Czechami)[3],
- droga wojewódzka nr 367 (Jelenia Góra – Wałbrzych)[3],
- droga wojewódzka nr 379 (Świdnica – Wałbrzych)[3],
- droga wojewódzka nr 375 (Stare Bogaczowice – Wałbrzych)[3],
- droga wojewódzka nr 376 (Wałbrzych – Szczawno-Zdrój – Kamienna Góra)[3].
- droga wojewódzka nr 381 (Kłodzko – Nowa Ruda - Wałbrzych)[3].

Przez Wałbrzych wytyczono 13 dróg powiatowych, a pozostałych 330 ulic zakwalifikowano jako drogi gminne.

### Publiczna komunikacja miejska

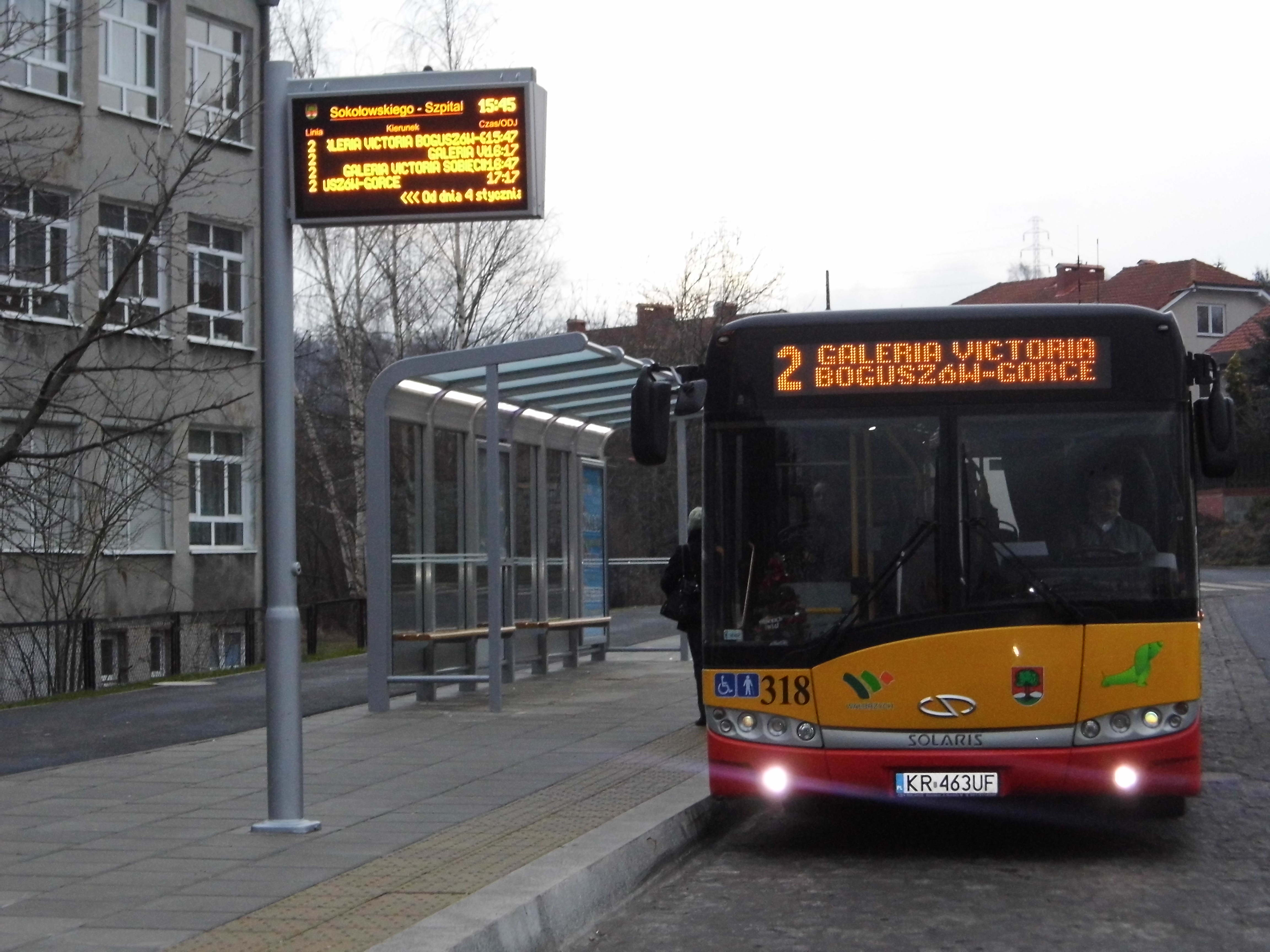
Autobus wałbrzyskiej publicznej komunikacji miejskiej

Publiczna komunikacja miejska w Wałbrzychu funkcjonuje od 1898 r.. Na przestrzeni ponad 100 lat po Wałbrzychu kursowały: tramwaje elektryczne (do 1966 r.), trolejbusy, i autobusy, które od 1973 roku są jedynym środkiem transportu miejskiego. W okresie istnienia województwa wałbrzyskiego, organizacją i prowadzeniem komunikacji miejskiej w regionie zajmowało się Wojewódzkie Przedsiębiorstwo Komunikacyjne w Wałbrzychu. Podczas transformacji gospodarczej przełomu lat 80. i 90. WPK zostało przekształcone w komunalne przedsiębiorstwo komunikacji miejskiej i w latach 1991–2011 istniało pod różnymi nazwami (od 2001 r. MPK Wałbrzych). 
Obecnie, transport miejski w Wałbrzychu funkcjonuje w ramach modelu, w którym organizatorem przewozu jest powołana przez Urząd Miasta wyspecjalizowana jednostka (Zarząd Dróg, Komunikacji i Utrzymania Miasta), zaś wykonawcą podmiot zewnętrzny wybierany w przetargach na dziesięcioletnią obsługę wszystkich połączeń komunikacyjnych. Głównym podmiotem świadczącym usługi komunikacyjne, wyłonionym na 10 lat w drodze przetargu jest Śląskie Konsorcjum Autobusowe. Przedsiębiorstwo świadczy usługi przewozowe dla miasta od 29 grudnia 2012 r..
Tabor publicznej komunikacji miejskiej w Wałbrzychu należy w części do miasta, a w części jest zapewniany przez operatora świadczącego usługi przewozowe dla gminy. Według stanu na 27 marca 2013 r., wałbrzyską komunikację miejską obsługiwało 20 autobusów miejskich, użyczonych operatorowi, oraz 30 autobusów operatora. 
Wszystkie publiczne autobusy miejskie w Wałbrzychu posiadają jednolitą malaturę w barwach miejskich oraz wizualny i głosowy system informacji pasażerskiej. W niektórych autobusach pracują konduktorzy, zatrudniani przez organizatora komunikacji.

### Połączenia autobusowe

#### Połączenia miejskie i podmiejskie
Od września 2018 roku do Wałbrzycha, oprócz linii podmiejskich organizowanych przez Zarząd Dróg i Utrzymania Miasta, dojeżdżają również autobusy MPK Świdnica.
Poza systemem publicznej komunikacji miejskiej (objętej np. miejskimi biletami) wewnątrz miasta oraz do miejscowości ościennych kursują autobusami i mikrobusami prywatni przewoźnicy.
Część przewoźników kursujących po mieście zrzeszyła się w Stowarzyszenie Prywatnych Przewoźników Komunikacji Miejskiej „Kontra”.

#### Połączenia dalekobieżne
W 2012 roku Wałbrzych posiadał dostęp do autobusów dalekobieżnych z następujących miast w Polsce: 

- Głogów[6],
- Jelenia Góra[6],
- Kamienna Góra[6],
- Katowice[6],
- Karpacz[6],
- Kłodzko[6],
- Kraków[6],
- Legnica[6],
- Lubań[6],
- Łódź[6],
- Przemyśl[6],
- Rzeszów[6],
- Świdnica[6],
- Warszawa[6],
- Wrocław[6],
- Zgorzelec[6],
- Zielona Góra[6].

Połączenia prowadziły przedsiębiorstwa PKS z różnych rejonów kraju oraz przewoźnicy prywatni z najbliższej okolicy. 
Wałbrzyskie przedsiębiorstwo PKS przestało funkcjonować w roku 2009.

#### Dworzec autobusowy
Z powojennym rozwojem Państwowej Komunikacji Samochodowej w Wałbrzychu (lata 50. XX wieku) dawna stacja kolejowa  Wałbrzych Towarowy została zaadaptowana na dworzec autobusowy. Obiekt funkcjonował w latach 1957–2014. Spółka, która wykupiła bankrutujący, uprzednio sprywatyzowany oddział PKS, sprzedała dworzec. Decyzję o sprzedaży działki tłumaczono planowaną przebudową układu drogowego okolicy (budowa obwodnicy), która - zdaniem nowego właściciela dworca - uniemożliwiłaby dalszą działalność przystanku w tym miejscu. W miejscu dawnego dworca wzniesiono supermarket.

#### Taksówki
Po Wałbrzychu poruszają się i świadczą usługi taksówki osobowe zrzeszone w korporacjach bądź należące do osób prywatnych. W 2009 roku miasto zrezygnowało z limitowania działalności taksówkarskiej. W momencie rezygnacji w mieście funkcjonowało około 400 taksówek. Wałbrzyskie taksówki należały wówczas do najtańszych w regionie.

## Transport kolejowy

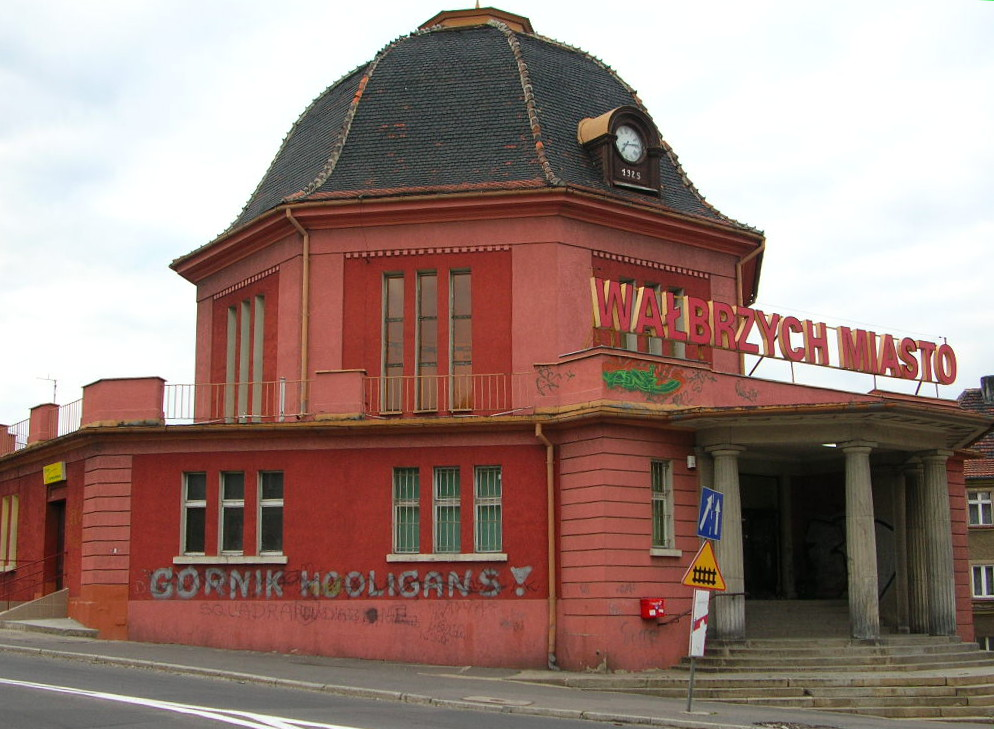
Dworzec Kolejowy Wałbrzych Miasto w dzielnicy Stary Zdrój

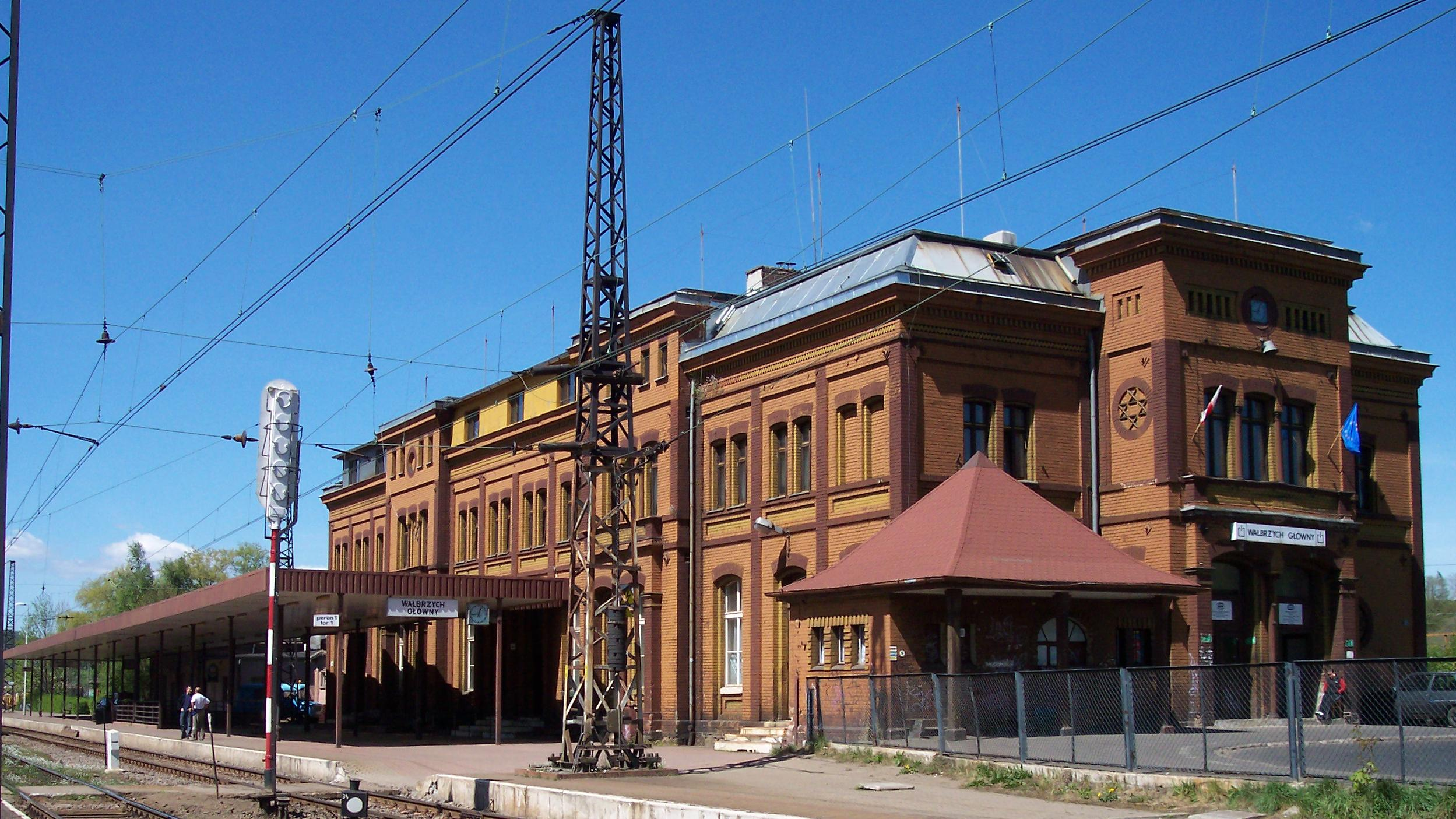
Dworzec Kolejowy Wałbrzych Główny

Wałbrzyski węzeł kolejowy, rozumiany jako zbiór linii kolejowych łączących się ze sobą w granicach miasta, składa się z trzech linii (oznaczenia współczesne): 
- nr 274 Wrocław Świebodzki – Zgorzelec (stacja kolejowa), powstałej z połączenia w 1868 roku odcinka Śląskiej Kolei Górskiej ze starą linią Kolei Wrocławsko–Świdnicko–Świebodzickiej,
- nr 286 Kłodzko Główne – Wałbrzych Główny, powstałej w 1880 roku jako kolejny etap Śląskiej Kolei Górskiej,
- nr 291 Wałbrzych Szczawienko – Mieroszów, powstałej w 1877 roku jako linii prywatnej, rozebranej na odcinku miejskim w 1994 roku i przewidzianej do odbudowy jako część kolei aglomeracyjnej (Wałbrzyska Kolej Aglomeracyjna).

Stacje i przystanki kolejowe w Wałbrzychu:
- Wałbrzych Szczawienko[4],
- Wałbrzych Miasto[4],
- Wałbrzych Dolny / Wałbrzych Towarowy (zlikwidowany),
- Wałbrzych Centrum (oddany do użytku 13 grudnia 2020[22]),
- Wałbrzych Fabryczny[4] / Kopalnia Victoria,
- Wałbrzych Główny[4],
- Szybowice Wałbrzyskie

(kolejność stacji w wykazie - narastająco od strony Wrocławia)
Według stanu na rok 2021, przez Wałbrzych kursują pociągi spółki PKP Intercity: TLK i IC. Pociągi osobowe uruchamiają Koleje Dolnośląskie (wszystkie na liniach nr 286 i 291 oraz większość na linii nr 274) oraz Polregio (linia nr 274).
Z transportem kolejowym w Wałbrzychu wiąże się legenda o „złotym pociągu”.